# Rödåsel
Rödåsel is een plaats (Småort) in de gemeente Umeå in het landschap Västerbotten en de provincie Västerbottens län in Zweden. De plaats heeft 96 inwoners (2010) en een oppervlakte van 19 hectare. De plaats ligt nabij de uitmonding van de waterloop Rodan in de rivier de Vindelälven. De dichtstbijzijnde steden zijn Tavelsjö (10 km), Vindeln (21 km), Vännäsvägen (26 km) en Umeå (38 km). Länsväg 363 loopt net buiten het dorp. Rödåsel behoort samen met de dorpen Blomdal, Rödåliden, Rödånäs, Västra Överrödå, Älglund en Överrödå tot de gemeente Rödåbygden.

## Etymologie
De naam Rödåsel bestaat uit twee delen: Rödå- en –sel. Rödå (rood) verwijst naar de rijke aanwezigheid van rode oker in de omgeving, die onder andere de kleur van de plaatselijke waterloop Rodan beïnvloed. Een aantal dorpen in het district hebben soortgelijke naamsvormen: Rödåbäck, Rödåliden, Rödålund, Rödånäs en Överrödå. Sel is het deel van een rivier waar het breder wordt en het water rustig stroomt, vaak ook de naam van het stuk tussen twee stroomversnellingen. Het woord sel wordt opgenomen in vele Zweedse plaatsnamen.

## Fotogalerij

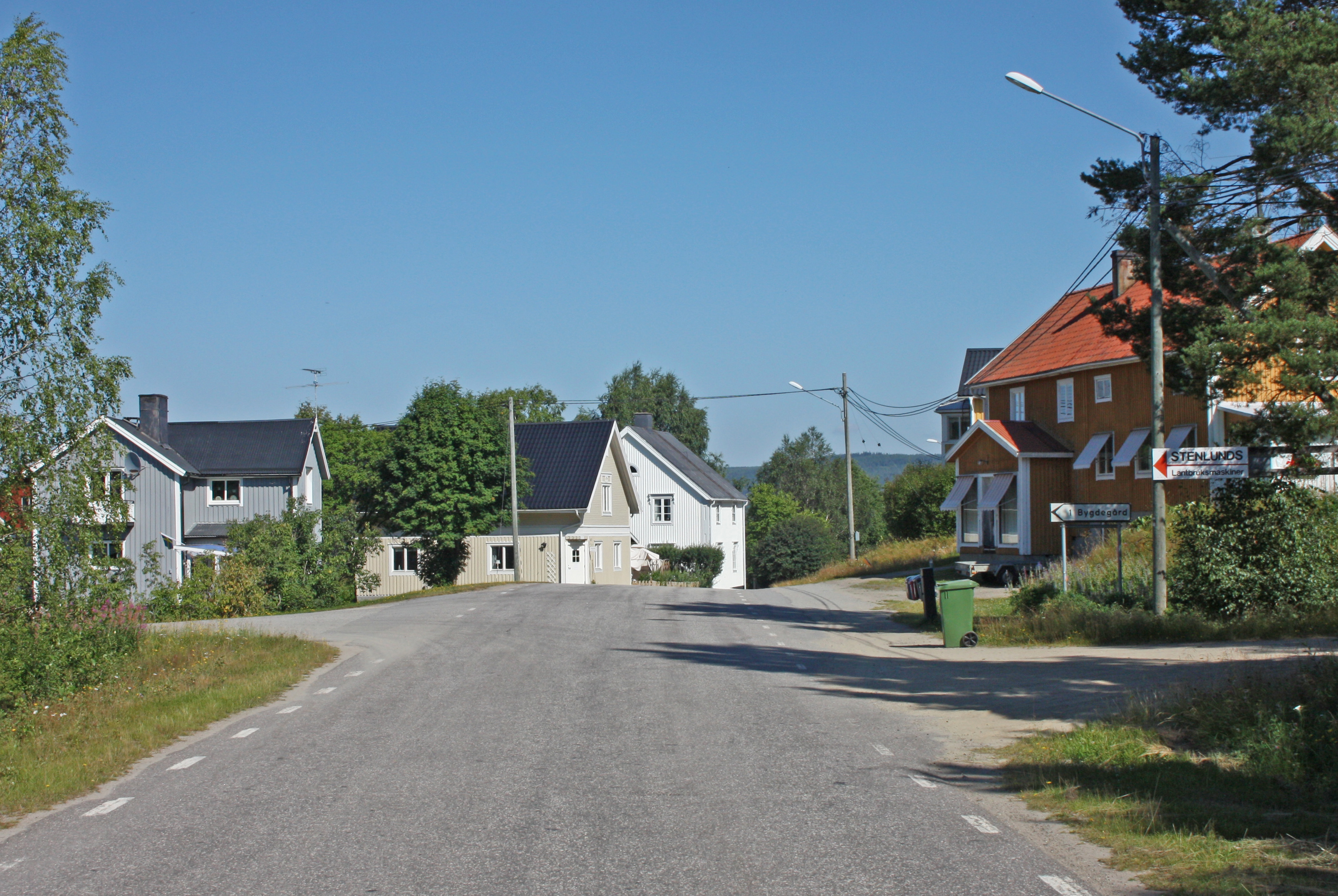
"Dalarna" in Rödåsel
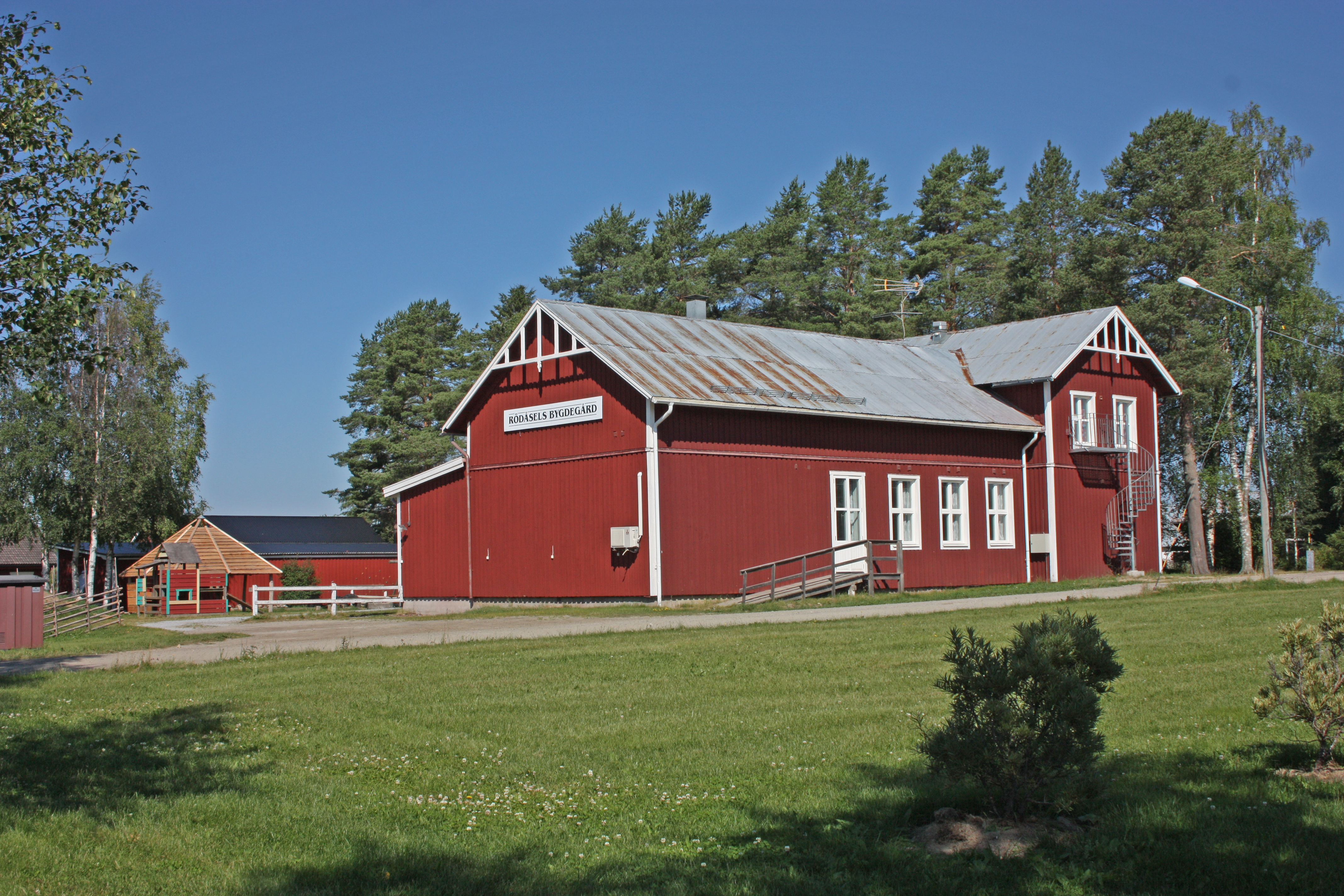
Rödåsels oude school (en huidige buurthuis)
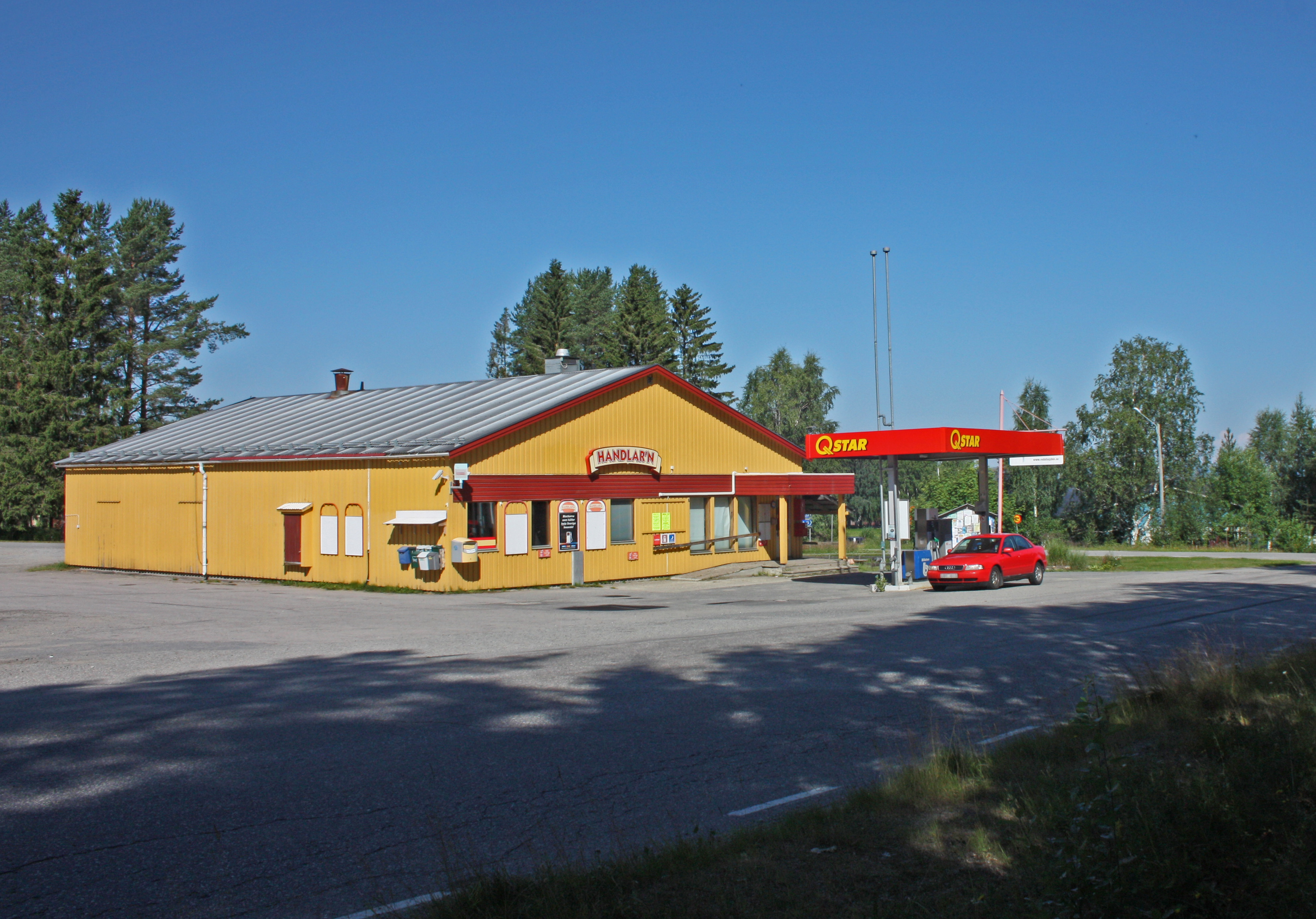
Rödåsels benzinestation